# Centro de Resiliencia de Estocolmo
El Centro de Resiliencia de Estocolmo (SRC por sus siglas en inglés), es un instituto de investigación, independiente y sin ánimo de lucro, especializado en desarrollo sostenible y asuntos medioambientales. El SRC trabaja en cambio climático, paisajes, recursos hídricos, usos del suelo, seguridad alimentaria, sistemas marinos y sistemas urbanos, con el objetivo de generar ideas para cambiar su gobernanza y gestión hacia la sostenibilidad.

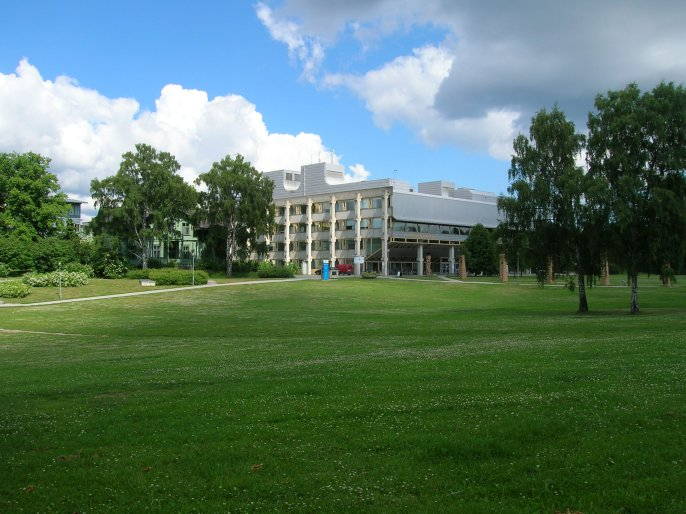
Laboratorio Arrhenius, edificio de la Universidad de Estocolmo

El instituto está particularmente centrado en la resiliencia e informa sobre las políticas de gestión de ecosistemas y de desarrollo sostenible a largo plazo en Europa y el resto del mundo.
El SRC emplea a 143 personas y opera en la Universidad de Estocolmo, Suecia. Su junta directiva incluye muchos científicos notables, como Frances Westley (profesor en la Universidad de Waterloo, Canadá, presidente de esta junta), Georgia Destouni, Jonas Ebbesson, Peter Hambäck, Andreas Duit (los 4 profesores de la Universidad de Estocolmo), Deliang Chen (profesor de la Universidad de Gotemburgo, Suecia), Katrina Brown (profesora en la Universidad de Exeter, Reino Unido), Pavan Sukhdev (profesor visitante de la Universidad de Yale, EE. UU.), Leena Srivastava (profesora en la Universidad TERI, India), Peter Norman (antiguo ministro sueco de mercados financieros), Marta Scheffer (profesora de la Universidad de Wageningen, Holanda), Simon Levin (profesor en Universidad de Princeton, EE. UU.), Heide Hackmann (Director del Consejo Internacional para la Ciencia) o Stephen R. Carpintero (profesor de la Universidad de Wisconsin-Madison, EE. UU.).
En 2012 propusieron junto a otros centros de investigación, siete principios principios para desarrollar resiliencia en los sistemas socioecológicos frente al cambio: (1) mantener la diversidad y la redundancia; (2) gestionar la conectividad; (3) gestionar variables lentas y retroalimentaciones; (4) fomentar el pensamiento sistémico adaptativo complejo; (5) fomentar el aprendizaje; (6) ampliar la participación; y (7) promover la gobernanza policéntrica.Aspectos que sin ser una solución perfecta contribuyen a ampliar la complejidad al gestionar el cambio  y la incertidumbre en los sistemas socioecológicos.

## Programas de especialista
- GRAID
- SwedBio[9]

## Asociaciones
- Instituto de Estocolmo para el Medio Ambiente
- Universidad de Estocolmo
- Instituto internacional Beijer de Economía Ecológica
- Real Academia de las Ciencias de Suecia
- Albaeco